# Al-Islah
La Congregación Yemení por la Reforma, conocida también como Al-Islah, (en árabe: التجمع اليمني للإصلاح  At-Taŷammu'u Al-Yamani Lil-Iṣlaḥ‎) es el principal partido político de oposición en Yemen. En las últimas elecciones legislativas del 27 de abril de 2003, el partido cosechó 22,6 % del voto popular y obtuvo 46 escaños de un total de 301.

## Estructura
Al-Islah se ha descrito como integrado por tres componentes:
- Su facción política, los Hermanos Musulmanes de Yemen, dirigidos por Mohammed Qahtan;
- La confederación tribal dirigida por el jeque Abdullah ibn Husayn al-Ahmar (que falleció en 2007 y fue sucedido por su hijo Sadeq);[3]
- El movimiento salafista de Yemen, dirigido por el más prominente académico sunita del país, Abdul Majeed al-Zindani."[4]